# 国子监 (顺化市)

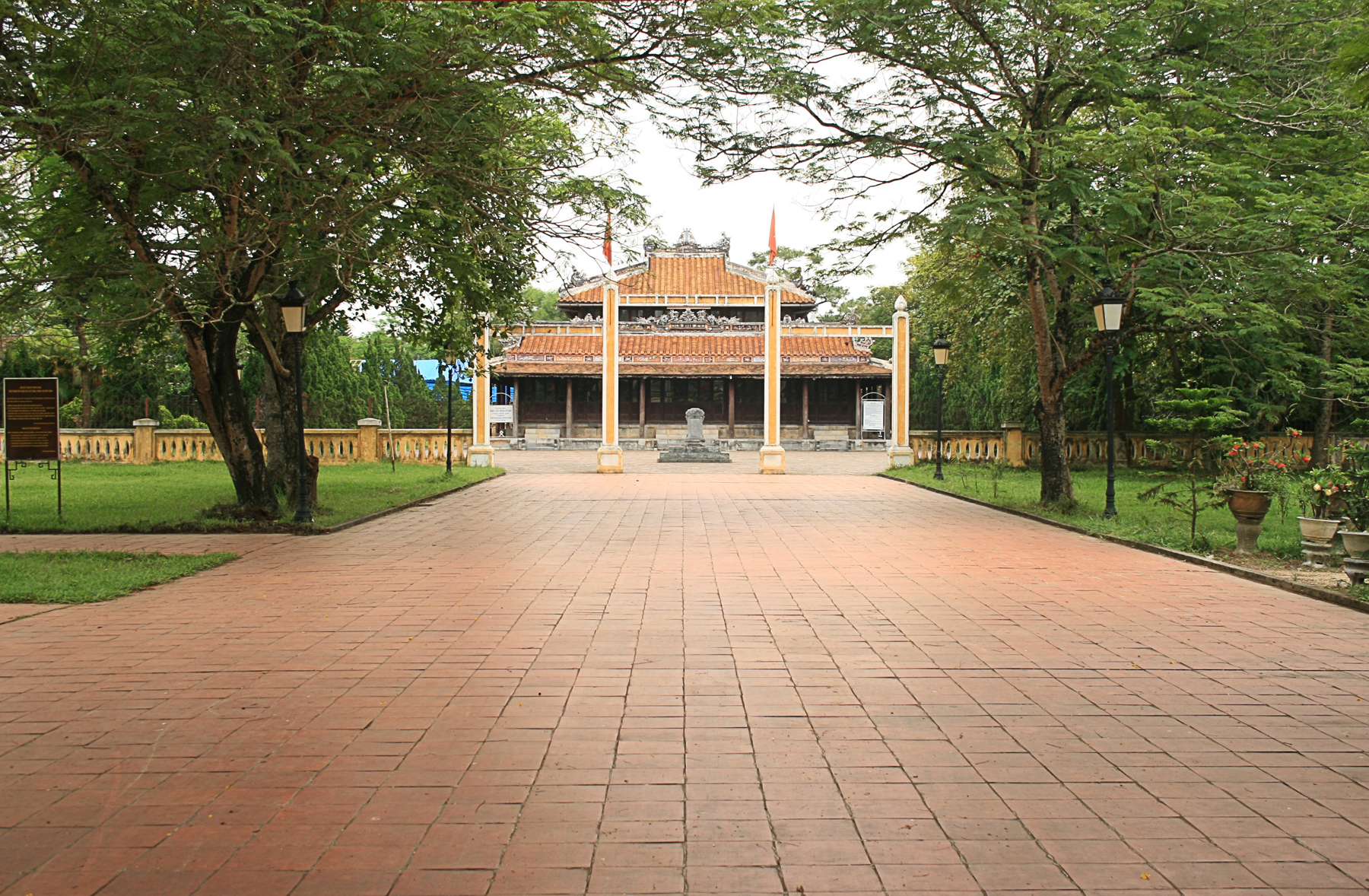
顺化国子监

顺化国子监（越南语：／）位于顺化皇城的东南部，是越南阮朝的中央官学，为当时科举制度教育体系的最高学府。
1803年，嘉隆帝灭西山朝、统一越南之后，定都于顺化。他在顺化建立了新的国子监，以取代后黎朝时代河内文庙的机能。
这座国子监位于今日顺化市的香茶市社境内，距离顺化京城以东5公里处，面临香江。其最早建立的建筑物是督学堂，旁边有一座文庙。1820年，明命帝对其进行翻修和扩建。嗣德帝在位期间，进行更大规模的扩建。
1904年，国子监的建筑物因为遭遇台风的破坏而严重损毁，随后被修复。1908年，维新帝将国子监迁入顺化皇城东南部的现址，原址除了彝倫堂被保留下来之外，其余的建筑物全被改建。
1945年，阮朝的保大帝宣布退位后，顺化国子监被关闭，成为东亚历史上最后一座被关闭的国子监。
顺化国子监现为历史博物馆，是越南重要的历史古迹。1993年12月11日，包括国子监与阮朝宫殿等在内的的顺化古迹建筑群被列为世界遗产。